# أرويومولاينوس
بلدية أرويومولاينوس (بالإسبانية: Arroyomolinos)‏، هي بلدية تقع في مقاطعة قصرش والتي تقع في منطقة إكستريمادورا، غرب إسبانيا.
يبلغ عدد سكانها 19,523 نسمة وفقاً لإحصائية سنة (2011).
و تبلغ مساحتها 20.66 كيلومتر مربع